# Статуя Бафомета
Статуя Бафомета — монументальная бронзовая статуя, заказанная Сатанинским храмом. Статуя была собрана в 2014 году, а её открытие в состоялось в 2015 году. Статуя фигурировала во многих публичных выступлениях против демонстрации Десяти заповедей в двух государственных капитолиях.
Статуя изображает Бафомета — дьявола с головой козла и крыльями. Статуя имеет высоту 2,6 метров, а весит более 1400 кг, а также включает в себя изображённую на лбу у козла перевёрнутую пентаграмму и скульптуры мальчика с девочкой, смотрящих вверх на фигуру. Петиции об экспонировании Бафомета на общественных местах привели к спорам о религиозном равенстве. Изготовление статуи и её первоначальная известность показаны в документальном фильме 2019 года «Да здравствует Сатана?».

## Происхождение
Сатанинский храм начал кампанию по сбору средств на Indiegogo в 2014 году для создания сатанинского памятника, изображающего Бафомета и двух детей, с намерением разместить этот памятник в Капитолии штата Оклахома. Усилия группы по сбору средств были направлены на возведение статуи в ответ на Памятник десяти заповедям, установленный представителем штата Оклахома Майком Ритце в 2012 году. Художник Марк Портер создал скульптуру во Флориде, используя рисунок Элифаса Леви в качестве основы.

## Публичное открытие
Скульптура впервые была представлена публике 25 июля 2015 года на мероприятии, организованном детройтским отделением Сатанинского храма, на фоне протестов религиозных организаций. 700 участников церемонии открытия должны были «продать свои души Сатане», чтобы получить билет. По словам Храма, эта тактика была применена для того, чтобы «отпугнуть некоторых наиболее радикальных суеверных людей, которые попытались бы подорвать мероприятие».
Журнал «Time» отметил, что группа не «продвигает веру в личного Сатану». По их логике Сатана — это «литературная фигура, а не божество: он выступает за рациональность, за скептицизм, за то, чтобы говорить правду властям, даже ценой больших личных потерь». Time также прокомментировал открытие статуи, написав: «Назовите это либертарианской готикой, может быть — какой-то более мрачной перестановкой крестового похода Айн Рэнд за свободу воли. В ополчении Сатанинского храма можно увидеть определённую рефлекторную реакцию на посягательства на личные свободы, особенно когда эти посягательства сопровождаются распятием в руке. Статуя Бафомета — это дерзкий ответ Сатанинского храма на сегодня».

## В массовой культуре
В ноябре 2018 года Сатанинский храм подал в суд на Netflix за использование образа статуи в сериале «Леденящие душу приключения Сабрины». Дело было урегулировано во внесудебном порядке за нераскрытую сумму, и Сатанинский храм получил право на статую в будущих трансляциях.